# Båtsfjord
Båtsfjord este o comună din provincia Finnmark, Norvegia.